# Zodia
Zodia is een geslacht van vlinders van de familie glittermotten (Choreutidae), uit de onderfamilie Choreutinae.

## Soorten
- Z. chrysosperma (Meyrick, 1931)
- Z. ochripalpis (Meyrick, 1920)
- Z. plutusana (Walker, 1863)
- Z. rutilella Walker, 1863
- Z. scintillana Walker, 1863